# Oranjesluis
De Oranjesluis, is een sluis en rijksmonument in 's-Gravenzande, gemeente Westland, in de Nederlandse provincie Zuid-Holland. Bovenop de sluis bevindt zich een sluiswachterswoning, het Jachthuis. Deze sluis is gelegen in de Oranjepolder, in de Maasdijk, en verbindt aan de ene kant het Oranjekanaal met aan de andere kant van de dijk de binnendijkse kanalen.
In 1676 is in opdracht van het Hoogheemraadschap van Delfland en op kosten van Willem III van Oranje de sluis gebouwd. De sluis was eerst nog nodig voor zoetwaterinlaat voor de tuinen van het landgoed Honselaarsdijk, eigendom van Willem III, maar al snel bleek het water te zout, waardoor de planten werden aangetast. Toen het Amersgat uitgediept werd en de vaarten gereinigd waren, is de sluis ook gebruikt voor afwatering. Vanaf 1888 is de sluis alleen nog gebruikt voor wateruitlaat.
De kosten voor het onderhoud van de sluis waren zo hoog dat de dijkgraaf en de hoogheemraden van Delfland in 1675 een verzoekschrift hadden ingediend bij de stadhouder met de vraag om te verklaren dat het Hoogheemraadschap van Schieland ook voor een deel de kosten moest dragen. Zij hadden volgens Delfland ook belang bij de afwatering. Aan dit verzoek is nooit gehoor gegeven.
In 2006 is de capaciteit van de sluis en het kanaal vergroot, waardoor de capaciteit nu 17.000 liter water per seconde is in plaats van 3.000 in de oude situatie. Dit water wordt door gemaal Westland afgevoerd naar de Nieuwe Waterweg.